# Закарія Беґларішвілі
Закарія Беґларішвілі (груз. ზაქარია ბეგლარიშვილი, нар. 30 квітня 1990, Тбілісі) — грузинський футболіст, півзахисник естонського клубу «Левадія».
Виступав, зокрема, за клуб «Флора», а також національну збірну Грузії.
П'ятиразовий чемпіон Естонії.

## Клубна кар'єра
Народився 30 квітня 1990 року в місті Тбілісі. Вихованець юнацьких команд футбольних клубів «Олімпі» (Тбілісі) та «Аякс».
У дорослому футболі дебютував 2007 року виступами за команду «Тбілісі», в якій провів один сезон, взявши участь у 5 матчах чемпіонату. 
Згодом з 2008 по 2013 рік грав у складі команд «Діла», «Локомотив» (Тбілісі), «Флора» та «Сіоні». Протягом цих років виборов титул чемпіона Естонії.
Своєю грою за останню команду знову привернув увагу представників тренерського штабу клубу «Флора», до складу якого повернувся 2014 року. Цього разу відіграв за талліннський клуб наступні п'ять сезонів своєї ігрової кар'єри. Більшість часу, проведеного у складі таллінської «Флори», був основним гравцем команди. У складі таллінської «Флори» був одним з головних бомбардирів команди, маючи середню результативність на рівні 0,36 гола за гру першості.
Протягом 2019—2020 років захищав кольори клубів «Гонвед», «СІК» та «КТП».
До складу клубу «Левадія» приєднався 2021 року. Станом на 30 червня 2022 року відіграв за талліннський клуб 32 матчі в національному чемпіонаті.

## Виступи за збірні
У 2006 році дебютував у складі юнацької збірної Грузії (U-17), загалом на юнацькому рівні взяв участь у 6 іграх.
Протягом 2009–2012 років залучався до складу молодіжної збірної Грузії. На молодіжному рівні зіграв у 5 офіційних матчах, забив 2 голи.
У 2015 році дебютував в офіційних матчах у складі національної збірної Грузії.
| Дата       | Місто   | Господарі | Результат | Гості  | Турнір           | Голи | Примітки |
| ---------- | ------- | --------- | --------- | ------ | ---------------- | ---- | -------- |
| 11-11-2015 | Таллінн | Естонія   | 3 – 0     | Грузія | товариський матч | -    | 79'      |
| Усього     |         | Матчів    | 1         |        | Голів            | 0    |          |

## Титули і досягнення
- Чемпіон Естонії (5):

«Флора»: 2010, 2011, 2015, 2017
«ФКІ Левадія»: 2021
- Володар Кубка Естонії (3):

«Флора»: 2010-11, 2012-13
«ФКІ Левадія»: 2020-21
- Володар Суперкубка Естонії (4):

«Флора»: 2011, 2012, 2014
«ФКІ Левадія»: 2022
- Найкращий бомбардир Чемпіонату Естонії (1):

«Левадія»: 2022